# Erysimum robustum
Erysimum robustum là một loài thực vật có hoa trong họ Cải. Loài này được D.Don mô tả khoa học đầu tiên năm 1825.